# Wallace Carothers
Wallace Carothers (født 27. april 1896, død 29. april 1937) var en amerikansk kemiker, som i forbindelse med sit arbejde i industrikoncernen DuPont opfandt nylon i 1935.
Det siges at han led af kraftige depressioner, der betød, at han begik selvmord ved at indtage juice med cyanid kun to dage efter sin 41-års fødselsdag.